# خوشچا پیروشا
خوشچا پیروشا (به لهستانی:  Huszcza Pierwsza) یک روستا در لهستان است که در گمینا وومازه واقع شده‌است. خوشچا پیروشا ۱٬۵۰۰ نفر جمعیت دارد.